# MTV Movie Awards 1996
De MTV Movie Awards van 1996 werd op 8 juni 1996 gehouden. Presentatoren waren Ben Stiller en Janeane Garofalo. Het werd gehouden in de Walt Disney studios, Burbank, Californië.
Er zaten 4 filmparodieën in :
- Voor de film Twister waren de presentatoren aan het racen tegen Jay Leno (Talkshowhost) naar de awardsshow om hun plekken als hosts in te nemen.
- Voor de film Braveheart gaf Bob Newhart een donderspeech, om zijn mannen aan te moedigen.
- Voor de film Clueless, waar de golden girls vertelden over hun high-school leven.
- Voor de film Se7en, waar het rescueteam 911 naar de woestijn vliegt om aan een speciale missie te beginnen. Daarna zingt kapitein William Shatner het liedje Mr. Tambourine Man van the Byrds.

## awardswinnaars

### Best Movie (Beste film)
Winnaar:
Se7en
Genomineerd:
Apollo 13
Braveheart
Clueless
Dangerous Minds

### Best Male Performance (Beste acteerprestatie door een man)
Winnaar:
Jim Carrey, Ace Ventura: When Nature Calls
Genomineerd:
Mel Gibson, Braveheart
Tom Hanks, Apollo 13
Denzel Washington, Crimson Tide
Brad Pitt, Twelve Monkeys

### Best Female Performance (Beste acteerprestatie door een vrouw)
Winnaar:
Alicia Silverstone, Clueless
Genomineerd:
Sandra Bullock, While You Were Sleeping
Michelle Pfeiffer, Dangerous Minds
Susan Sarandon, Dead Man Walking
Sharon Stone, Casino

### Most desirable male (Meest begeerde man)
winnaar:
Brad Pitt, Se7en
Genomineerd:
Antonio Banderas, Desperado
Mel Gibson, Braveheart
Val Kilmer, Batman Forever
Keanu Reeves, A Walk in the Clouds

### Most desirable female (meest begeerde vrouw)
Winnaar:
Alicia Silverstone, Clueless
Genomineerd:
Sandra Bullock, While You Were Sleeping
Nicole Kidman, Batman Forever
Demi Moore, Striptease
Michelle Pfeiffer, Dangerous Minds

### Best breaktrough performance (Best doorbrekende optreden)
Winnaar:
George Clooney, From Dusk Till Dawn
Genomineerd:
Sean Patrick Flanery, Powder
Natasha Henstridge, Species
Lela Rochon, Waiting to Exhale
Chris Tucker, Friday

### Best On-Screen Duo (Beste Duo op het scherm)
Winnaar:
Chris Farley en David Spade, Tommy Boy
Genomineerd:
Martin Lawrence en Will Smith, Bad Boys
Ice Cube en Chris Tucker, Friday
Brad Pitt en Morgan Freeman, Se7en
Tom Hanks en Tim Allen, Toy Story

### Best Villain (Beste schurk)
Winnaar:
Kevin Spacey, Se7en
Genomineerd:
Jim Carrey, Batman Forever
Joe Pesci, Casino
Tommy Lee Jones, Batman Forever
John Travolta, Broken Arrow

### Best Comedic Performance (Beste komische optreden)
Winnaar:
Jim Carrey, Ace Ventura: When Nature Calls
genomineerd:
Chris Farley, Tommy Boy
Adam Sandler, Happy Gilmore
Alicia Silverstone, Clueless
Chris Tucker, Friday

### Best Song From a Movie (Beste liedje uit een film)
Winnaar:
"Kiss from a Rose" - Seal, Batman Forever
Genomineerd:
"Gangsta's Paradise" - Coolio, Dangerous Minds
"Waiting to Exhale" - Whitney Houston, Waiting to Exhale
"Sittin' Up in My Room" - Brandy, Waiting to Exhale
"Hold Me, Thrill Me, Kiss Me, Kill Me" - U2, Batman Forever

### Best Kiss (Beste zoen)
Winnaar:
Natasha Henstridge en Matthew Ashford, Species
Genomineerd:
Antonio Banderas en Salma Hayek, Desperado
Sophie Okonedo en Jim Carrey, Ace Ventura: When Nature Calls
Winona Ryder en Dermot Mulroney, How to Make an American Quilt
Aitiana Sanchez-Gijon en Keanu Reeves, A Walk in the Clouds

### Best Action Sequence (Beste actiescène)
Winnaar:
airplane Hangar Shootout, Bad Boys
Genomineerd:
Battle, Braveheart
Underground Shootout/Explosion, Broken Arrow
Drive Through NYC/Subway Explosion And Derailment, Die Hard: With a Vengeance

### Overige prijzen
Beste nieuwe filmmaker - Wes Anderson, regisseur van Bottle Rocket
Lifetime achievement award (oeuvre prijs) - Godzilla
1992 · 1993 · 1994 · 1995 · 1996 · 1997 · 1998 · 1999 · 2000 · 2001 · 2002 · 2003 · 2004 · 2005 · 2006 · 2007 · 2008 · 2009 · 2010 · 2011